# 亀井田村
亀井田村（かめいだむら）は山形県北村山郡にあった村。現在の大石田町の西半、最上川左岸にあたる。

## 地理
- 山：大高根山、大畑山、大平山、高森山
- 河川：最上川

## 歴史
- 1889年（明治22年）4月1日 - 町村制の施行により、川前村、豊田村、海谷村、岩ヶ袋村、鷹巣村、大浦村、駒籠村、次年子村の区域をもって発足。
- 1955年（昭和30年）1月1日 - 大石田町・横山村と合併し、改めて大石田町が発足。同日亀井田村廃止。